# Cordón de San Francisco

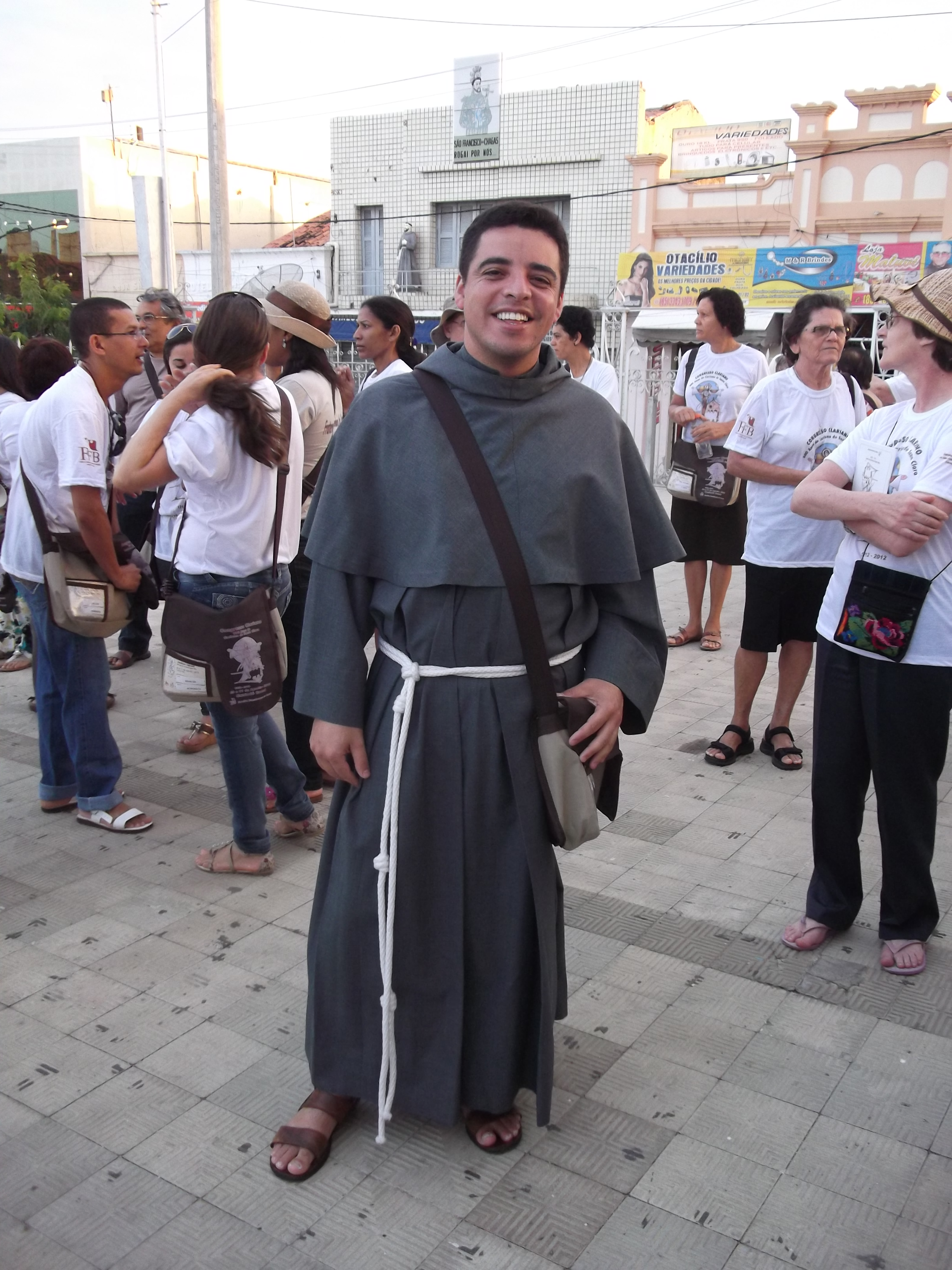
Franciscano conventual con el hábito y el cordón de la orden.

El cordón de san Francisco es una prenda que usa la Orden Franciscana. Consiste de una cuerda que lleva tres o cinco nudos. Estos nudos tienen distintos significados. El cordón está inspirado en el santo católico Francisco de Asís, que lo usaba como si fuera un cinturón, aunque es mucho más simple y sencillo, iba atado igual que hoy en día a la cintura ciñendo el sayal que tomó como hábito. 
Los franciscanos de la Orden Franciscana Seglar (OFS) han dejado de utilizar hábito y hoy en día solo usan un distintivo en ocasiones de reunión con la orden, que consiste en un escapulario y la cuerda.
Se considera también el uso del cordón de Francisco como una muestra clara del voto de pobreza realizado, pues en esa época se solía llevar el dinero en bolsas atadas al cinturón, siendo el cordón visible en la cintura de los franciscanos una clara muestra de sus preceptos.
El cordón de Francisco de Asís está conservado en la basílica de Santa María de los Ángeles en la ciudad de Asís en Italia.
Francisco de Asís y su cordón dan nombre al fenómeno meteorológico conocido como el cordonazo de San Francisco. 
Además, el rey Enrique III de Castilla, devoto de la figura del santo creó como emblema identitario personal la divisa del cordón de san Francisco, que también utilizaron su hijo Juan II y su nieto Enrique IV.